# めいどーる劇場TV
『めいどーる劇場TV』（めいどーるげきじょうティーヴィー ）は、2013年9月8日（7日深夜）から2014年6月29日（28日深夜）にかけて岩手県で放送されていたローカルバラエティ番組。読売岩手広告社制作。

## 概要
岩手県盛岡市および北上市に展開するメイド喫茶、「Cafeめいどーる」に勤務するメイド達を主役とした番組。2012年11月から2013年8月に放送された『もっと頂戴!』をリニューアルする形でスタート。
メイド同士を「お絵かき」「歌」「スポーツ」などで対決させるものが多い。収録はメイド喫茶店舗内など、盛岡市内で行われることが多いが、東京で収録した際には、サンミュージック本社訪問や本場秋葉原のメイド喫茶体験が行われた。
このメイド喫茶など、レジャー施設を東北地方で運営する「村上商事」（陸前高田市）がスポンサーとなっている（提供クレジットはカラオケボックス店舗「招福亭クレヨン」などの名義）。スポンサーが同一であった『ビバビバパラダイス』『小島よしおのズイズイパラダイス』で事実上のMC（進行役）を務めていた飛石連休が、この番組では当初より正式なMCとなっている。
制作プロダクションも『ビバビバパラダイス』シリーズと同じで、事実上のリメイクとなっている。また飛石連休の藤井は引き続き、番組構成にも携わっている。
番組中にメイド喫茶店舗のPRが行われるほか、村上商事が運営する総合レジャー施設「クレヨンタワー」（北上市）のPRが流されることもある。カラオケボックスやパチンコ店のCMも放映されるが、それらにも番組に登場するメイドが出演している（開始当初は村上商事関連のCMは番組内で放送されていなかった）。
本番組終了後、5分のミニ番組『クレヨン劇場』が開始している。テレビ岩手、IBC岩手放送、岩手朝日テレビでそれぞれ時期、時間帯を変えながら放送している（めんこいテレビでは実績なし）。

## 出演者
藤井ペイジ（飛石連休）
番組進行役。メイドのプロデューサーというキャラクターで、カーディガンを肩から掛けている。番組構成、演出も担当している。
岩見よしまさ（飛石連休）
茶々を入れたり、審査員を務めたりする。
メイド
リーダー格の「りあん」、いじられキャラの「るき」など。盛岡市・北上市の店舗に所属するメイドが、おおむね5〜6名登場する。
ゲスト
飛石連休と同じ、サンミュージックプロダクション所属のタレントが出演する場合がある。
- こにわ、逆転満塁ホームラン、さかした（新鮮なたまご）、リッキー（ブッチャーブラザーズ）

## 放送時間
- 岩手めんこいテレビ 毎週日曜1:35-2:05（土曜深夜 25:35 - 26:05）
  - 『ビバビバパラダイス』シリーズと異なり、ネット局はなく岩手県のみの放送。まためんこいテレビは番組制作に直接関与していない。

## スタッフ
- 構成・演出：藤井ペイジ（飛石連休）
- 撮影：太田映像、ドリームラボ
- 編集：太田映像
- 協力：サンミュージックプロダクション
- 企画、製作・著作：読売岩手広告社

## エンディングテーマ
- 山下達郎（土曜日の恋人） - 『オレたちひょうきん族』（フジテレビジョン制作）のエンディングで使用された曲。前身番組『もっと頂戴!』のエンディングでも使用されていた。